# Emoia samoënsis
Emoia samoënsis är en ödleart som beskrevs av  Duméril 1851. Emoia samoënsis ingår i släktet Emoia och familjen skinkar. Inga underarter finns listade i Catalogue of Life.